# 永揚
已革辅国公永扬（1747年—1777年），镇国公弘昉第九子，康熙帝之曾孙。

## 生平
乾隆三十七年（1772年），他接替父弘昉成为直郡王第三任，但因为直郡王并非世袭罔替的爵位，因此他的封爵只是辅国公。
永扬与四兄永𤣯关系不和，经常相互控告对方，又争夺家产，以至于打死奴婢。乾隆帝得知后，下令将他夺爵，并与永𤣯等人被移送宗人府永遠圈禁。后来又被押解到热河监禁。由十二叔弘晌继承直郡王家的爵位，1777年卒，时年31岁。                                